# .yokohama
Tên miền nagoya là tên miền cấp cao nhất (TLD) của thành phố Yokohama trong Hệ thống phân giải tên miền của Internet. Vào ngày 20 tháng 2 năm 2014, ICANN và GMO Registry đã ký kết một thỏa thuận về việc đăng ký, theo đó GMO Registry sẽ vận hành yokohama TLD.
Giống như các tên miền cấp cao nhất khác, TLD yokohama có thể được đăng ký bởi những người sống bên ngoài Yokohama.
Ngoài tên miền .yokohama đại diện cho thành phố Yokohama thì còn hai tên miền khác là .tokyo và .nagoya lần lượt đại diện cho hai thành phố là Tokyo và Nagoya.